# Mesoleius spoliatus
Mesoleius spoliatus là một loài tò vò trong họ Ichneumonidae.